# 伊万·亚历山德罗维奇
伊万·亚历山德罗维奇（俄语：Иван Александрович，?—1359年），斯摩棱斯克公国的一位大公。他是斯摩棱斯克公國大公亚历山大·格列博维奇的长子。
1339年，伊万與立陶宛大公格迪米纳斯结盟，此後他不再向欽察汗國進貢，結果引發欽察汗國方面的不滿。月即别派兵進攻斯摩棱斯克公國。经过几天的围攻，欽察汗國方面決定撤軍。